# Wertacher Hörnle
Das Wertacher Hörnle ist ein 1695,1 m ü. NHN hoher Berg am Nordrand der Allgäuer Alpen zwischen den Orten Bad Hindelang und Wertach im Landkreis Oberallgäu. Es bildet den geographisch höchsten Punkt der Gemeinde Wertach und befindet sich zusammen mit dem Spieser und seinem bekannteren westlichen Nachbarn, dem Grünten, im Landschaftsschutzgebiet Grünten, Großer Wald, Deutsche Alpenstraße und Wertachtal.
Das Wertacher Hörnle ist zwar kein herausragender Gipfel, aber ein ohne große Schwierigkeiten zu begehender Wanderberg für die ganze Familie, der einen beachtlichen Ausblick auf das Ober- und Ostallgäuer Alpenvorland und die Allgäuer Berge bietet. Besonders beeindruckend ist der Berg in der Zeit um Juni und Juli zur Blütezeit der Alpenrosen. Der Gipfelbereich ist geprägt durch den idyllisch in einer kraterartigen Mulde gelegenen Hörnlesee. Die Besteigung des Wertacher Hörnles ist „auch mit Kleinkindern möglich“.

## Aufstiege und Wege

### Wanderwege
Der Aufstieg kann von verschiedenen Seiten aus erfolgen. Vom Ortsteil Obergschwend zwischen Ober- und Unterjoch über die Buchel-Alpe ist er in ungefähr eineinhalb Stunden zu schaffen. Von Oberjoch aus kann man über die Hirsch-Alpe und einem Abstecher zum Spieser auf das Wertacher Hörnle gelangen. Aus nördlicher Richtung ist der Ausgangspunkt der Parkplatz Großer Wald an der Straße zwischen Wertach und Kranzegg. Von dort benötigt man etwa zwei Stunden bis zum Gipfel, wobei es zunächst über das Königssträßchen und andere gut ausgebaute Alpwege bis zur Alpe Schnitzlertal in 1440 Metern Höhe geht.

### Ski- und Schneeschuhtouren
Das Wertacher Hörnle gehört für Skitourengänger zu den „beliebtesten Voralpengipfeln im Allgäu“. Sein Aufstieg ist dabei schon im frühen Winter gespurt. Der Berg gilt als ideale Anfängertour. Genauso eignet sich der Berg zum Schneeschuhwandern.

## Bildergalerie

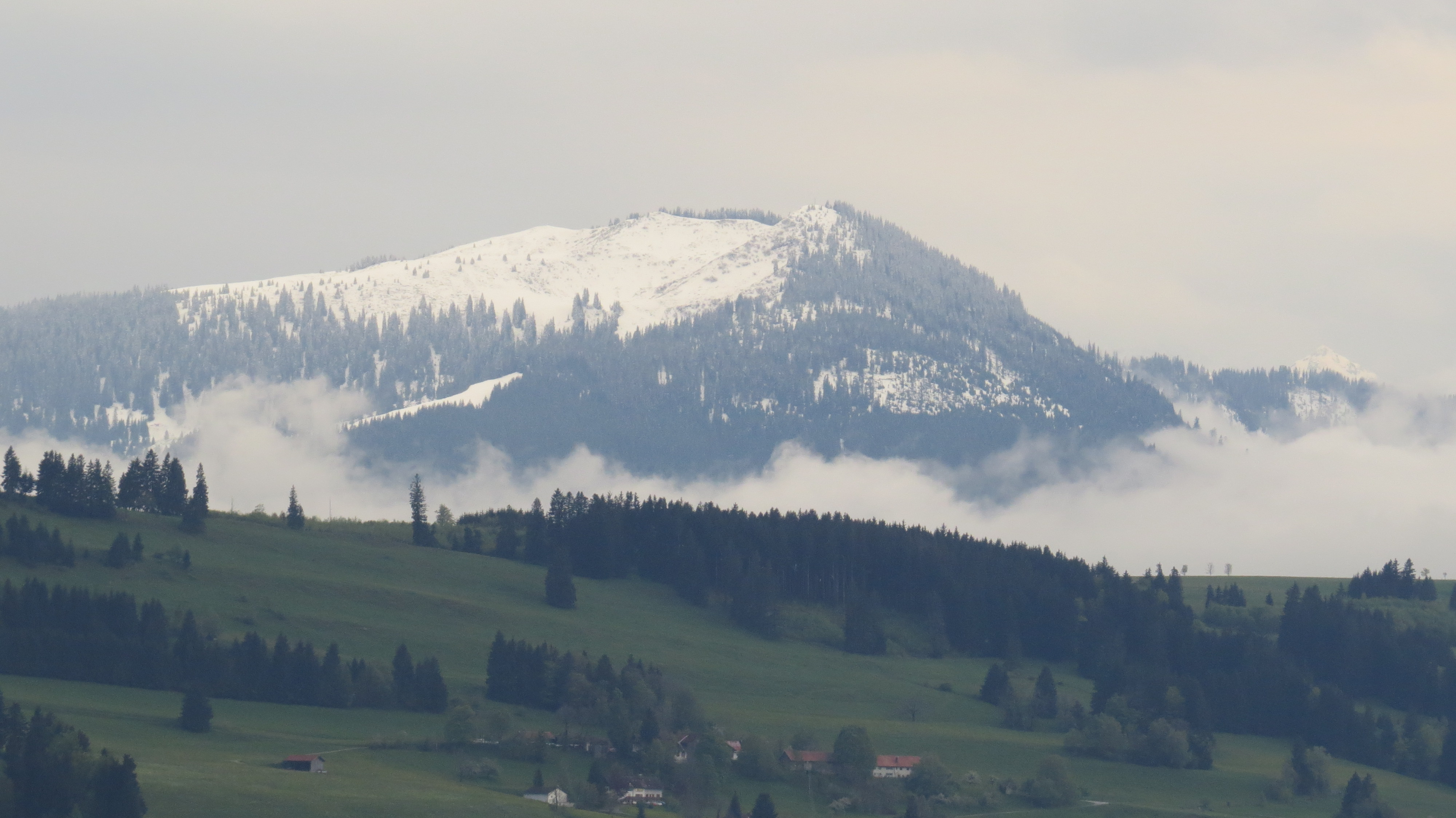
Wertacher Hörnle von Norden
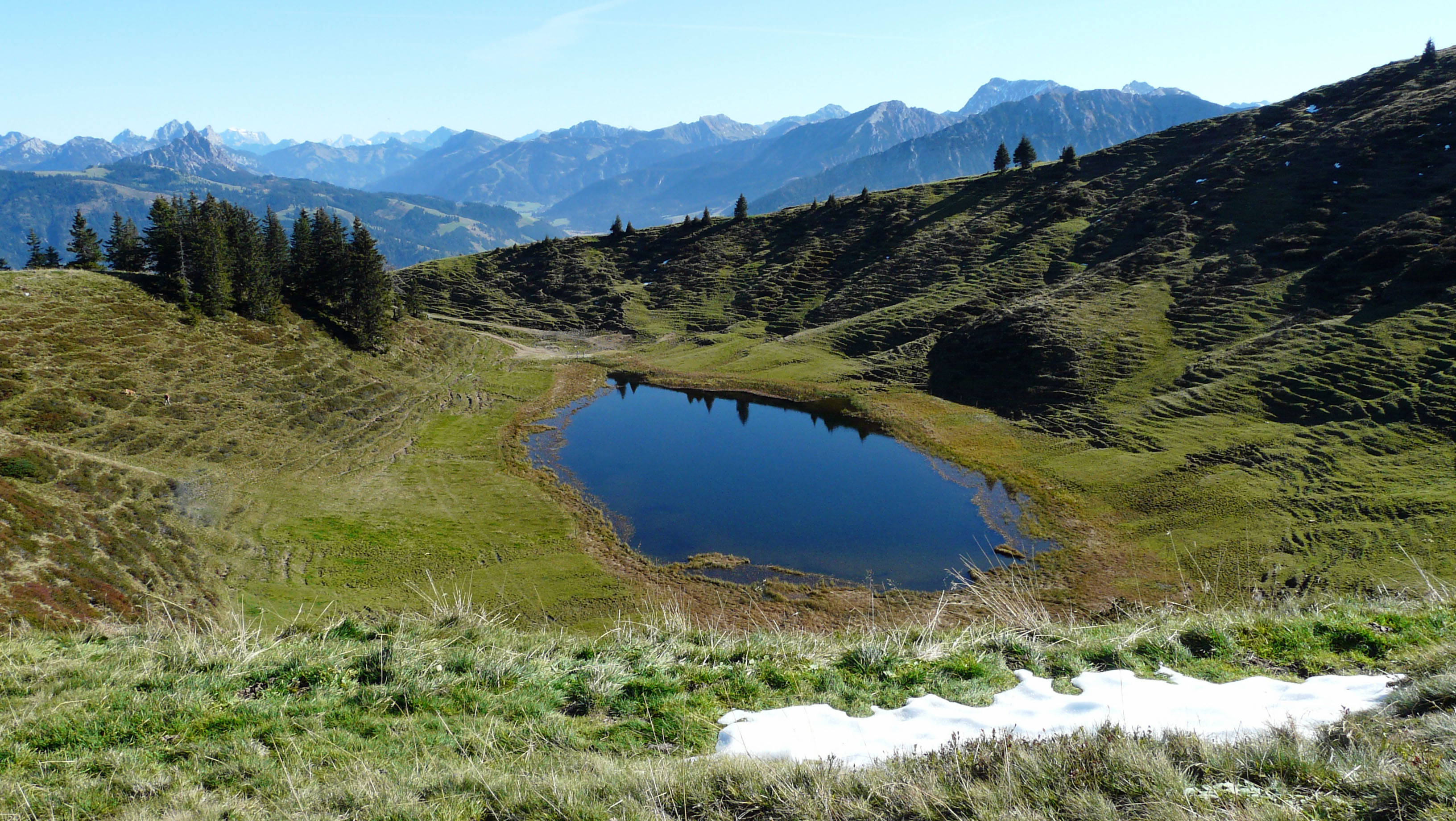
Hörnlesee am Wertacher Hörnle
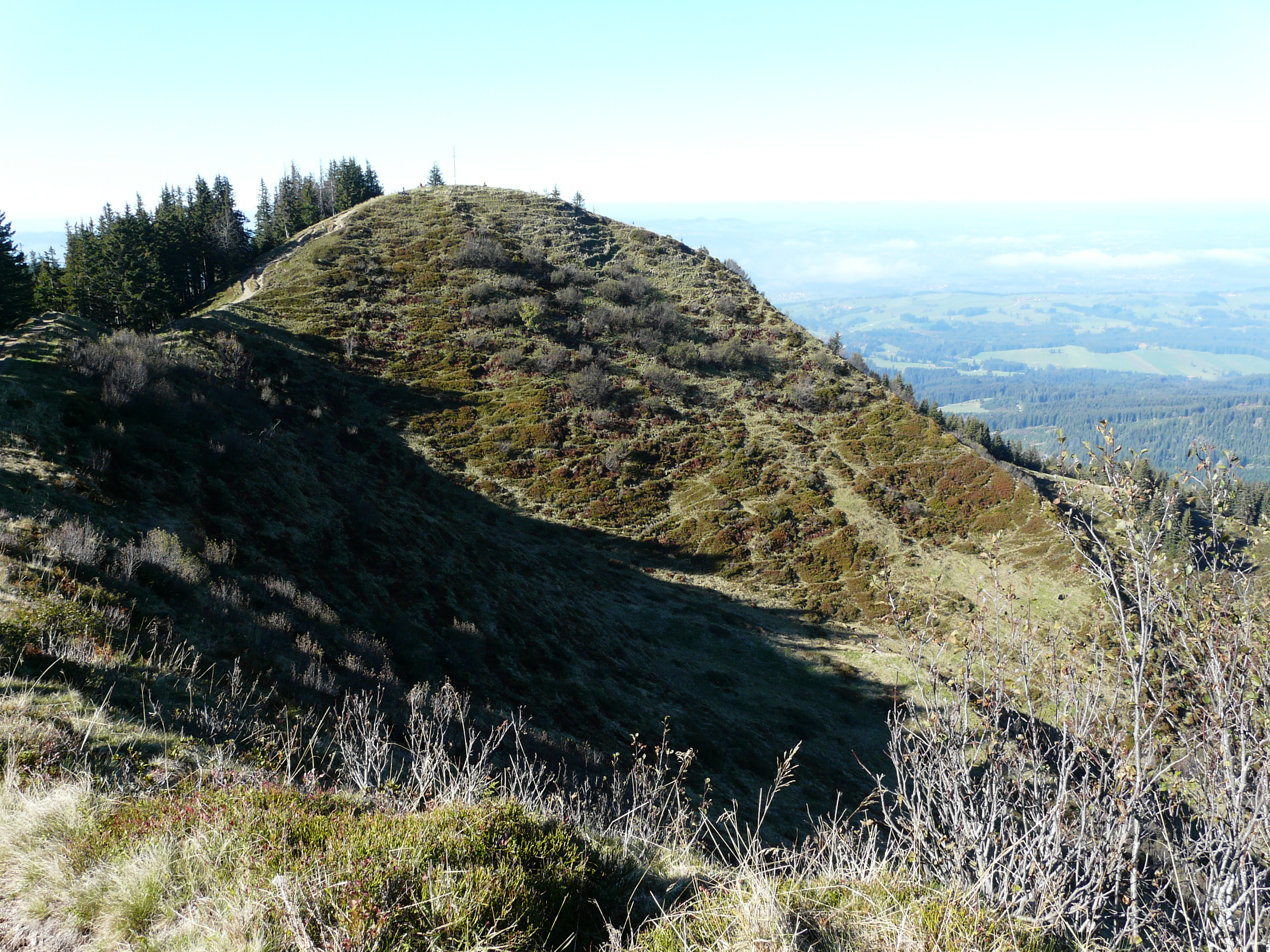
Wertacher Hörnle – Gipfel von Osten
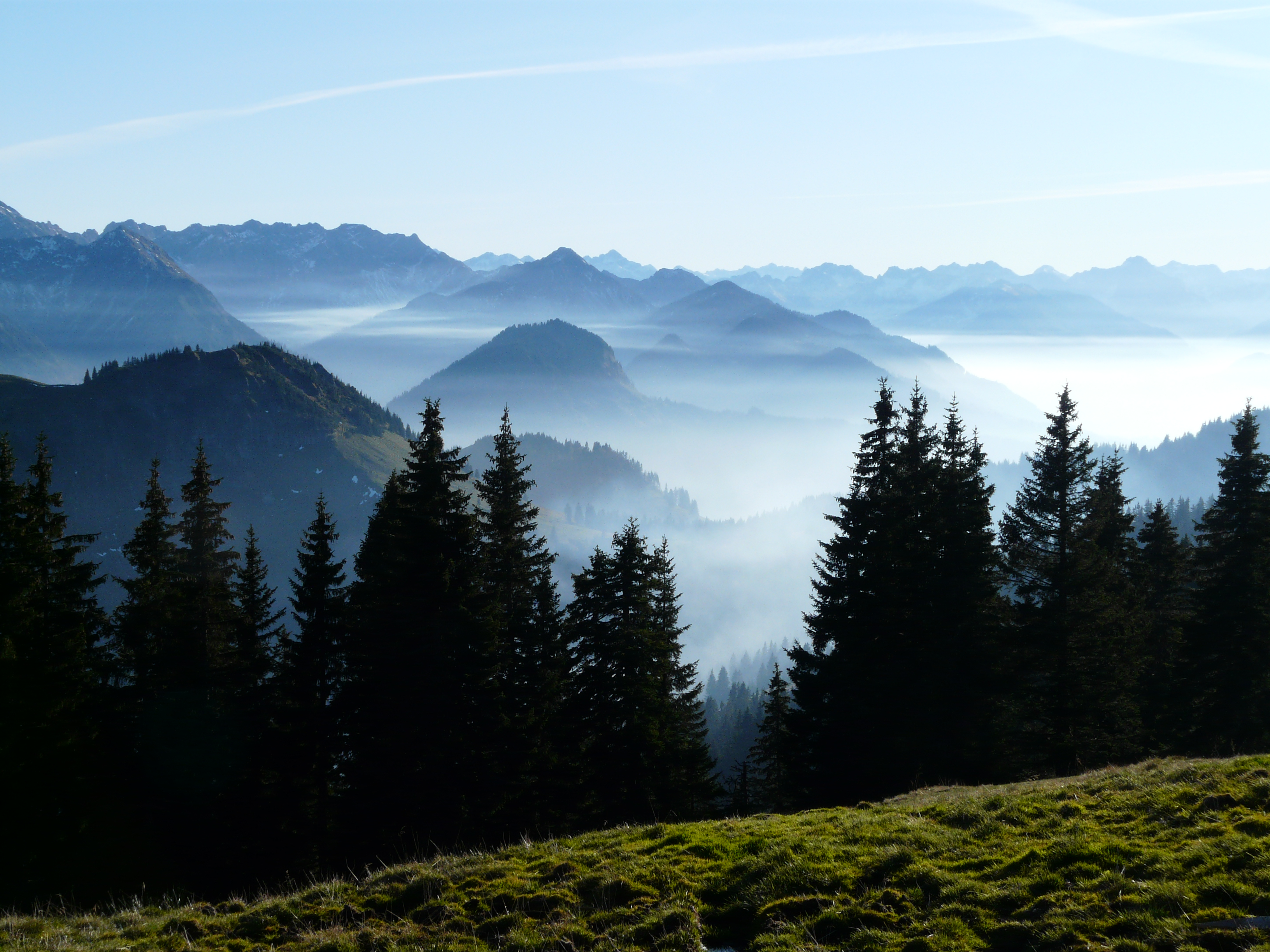
Blick vom Wertacher Hörnle auf die Allgäuer Alpen